# Сызранский краеведческий музей
Сызранский краеведческий музей находится в городе Сызрани Самарской области.

## История
Краеведческий музей Сызрани — один из старейших музеев Самарской губернии. Создавался в период с 1923 по 1925 гг. по инициативе краеведов-любителей Николая Гурьева и Ивана Владимирова, объединившихся в Сызранское городское общество краеведения. При педагогическом техникуме был открыт сельскохозяйственный музей. Именно его экспонаты, принявшие участие во Всесоюзной сельскохозяйственной выставке, легли в основу формирования коллекций Музея местного края.
В августе 1924 года в пользование музея передана территория Кремля со строениями сторожевой башни и Христорождественского собора. К концу 1924 года в музее сформировались коллекция монет, археологическая коллекция, собрание фотографий революционного периода, иконописи и редких книг. В 1925 году фонд музея пополнился поступлениями из бывших дворянских усадеб: имения Гагариных в селе Заборовка, Усольской вотчины графов Орловых-Давыдовых, имения Насакиных в селе Губино.
В том же 1925 году музей обретает статус уездно-городского. Первым заведующим становится Иван Фёдорович Владимиров. В настоящее время размещается в зданиях XIX в., построенных в стиле эклектика, принадлежавших купцу Леднёву. Объект является памятником архитектуры регионального значения. Общая площадь — 1 945,8 м².

## Музей сегодня
Фондовое собрание краеведческого музея превышает 55000 единиц хранения основного и научно-вспомогательного фондов: этнографический материал, более 1200 предметов, более 15 тысяч документально-фотографических и письменных источников о Сызрани и о людях, нумизматическая коллекция, насчитывающая свыше 4000 монет — от древних монет Золотоордынского периода до коллекции юбилейных монет из драгметаллов, выпущенной к 1000-летию Крещения Руси. В музее хранятся предметы палеонтологической коллекции, относящиеся к Юрскому периоду, некоторым из которых 250 млн лет. Живописная коллекция представлена работами известных мастеров — это Шишкин, Маковский, Коровин, Саврасов, Айвазовский, Лосенко.
Коллекция из Усольского имения графов Орловых-Давыдовых представлена портретами членов семьи и их ближайших родственников, гербовыми щитами известных дворянских родов и обширной библиотекой. Оружейная часть коллекции по своей значимости находится в одном ряду с коллекциями Оружейной палаты Московского Кремля и Эрмитажа.
С момента основания музей ведёт активную поисковую, научно-исследовательскую, экспозиционную, методическую, культурно-просветительскую деятельность, участвует в проектах, направленных на развитие культурных контактов и туризма. Экскурсионные маршруты разработаны как по традиционно-популярным маршрутам, связанным с историей города, так и по новым в мировом туризме направлениям: ландшафтный туризм (экотуризм) и этнотуризм.
С 2019 г. на базе музея действует клуб «Краеведческие записки».
Сотрудниками музея активно реализуются межрегиональные и областные программы.
Сегодня Сызранский краеведческий музей — современный культурный центр Самарской области.
В составе музея находятся Выставочный зал и Спасская башня Сызранского кремля.

## Здания музея

### Выставочный зал
Адрес: ул. Свердлова, 2

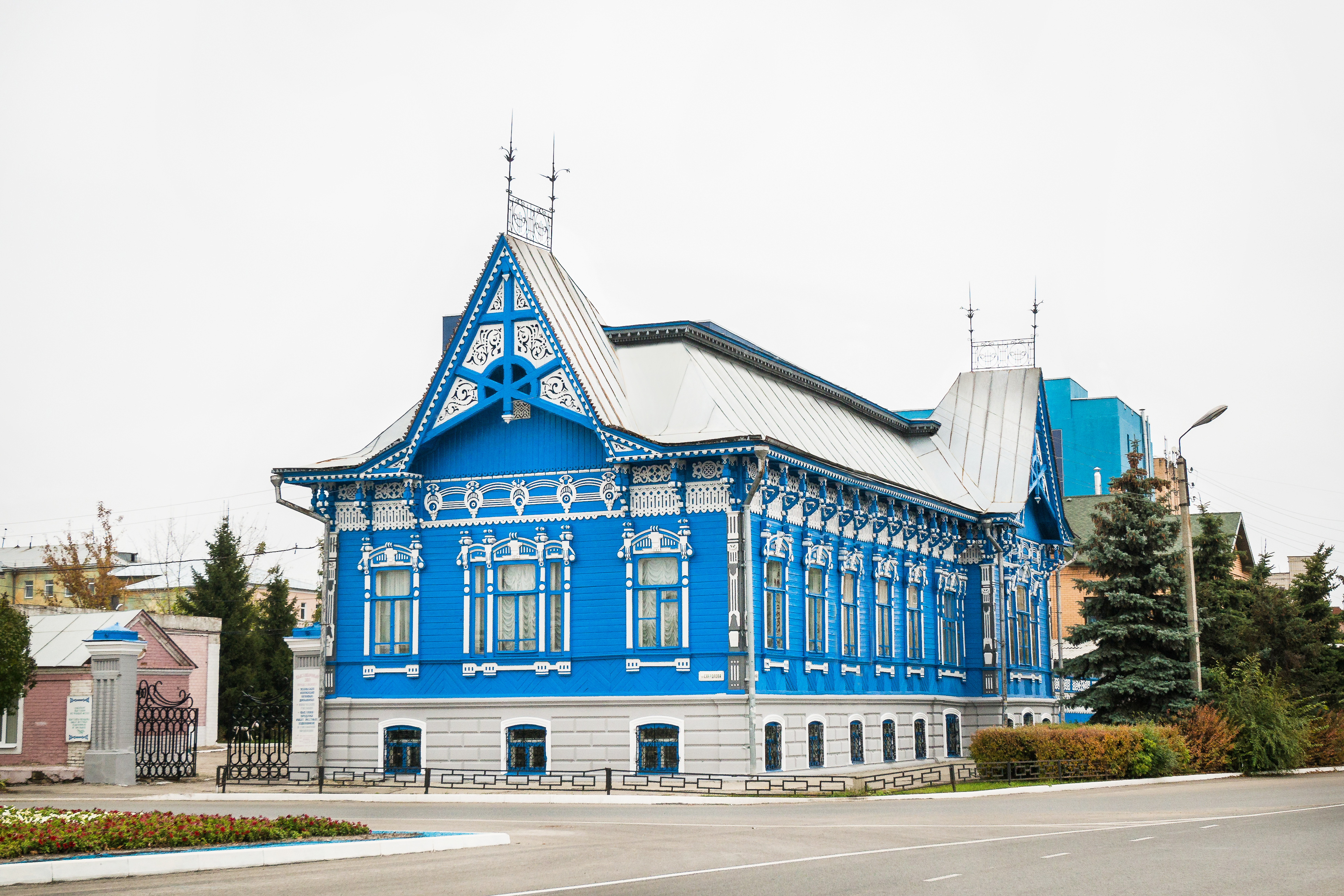
Особняк М. В. Чернухина

Располагается в бывшем особняке крупного мукомола-промышленника, городского головы Мартиньяна Васильевича Чернухина. Здание выделяется из общего ряда всех построек города. Яркий пример эклектики с элементами деревянного зодчества русского Севера. Ажурная сквозная резьба, обрамляющая карнизы кружевной лентой, придаёт купеческому дому неповторимый облик сказочного терема. Год постройки — 1907. Является памятником архитектуры федерального значения.
М. В. Чернухин принимал живое участие в общественной жизни города. C 1888 года он избирался гласным городской думы. Дважды, в 1902 и 1909 годах, Сызранская управа выдвигала его на должность городского головы. При его непосредственном участии были построены городской Общественный банк, новый корпус женской гимназии, первая в Сызрани электростанция и многие общественные здания.
Экспозиция представлена разделами «Парадный зал», «Купеческая гостиная», «Рабочий кабинет», «Земская аптека», «Музыкальная гостиная». В рамках приёма туристических групп проводится интерактивная экскурсия «В купеческом доме», где гости становятся полноправными участниками бытовых сцен. Экскурсия заканчивается чаепитием с самоваром во дворе усадьбы, где организованы тематические фотозоны с возможностью проведения костюмированной фотосессии. В сувенирном киоске можно приобрести сувенирную продукцию и картины местных художников.

### Спасская башня Сызранского кремля
Адрес: ул. Советская, 2а

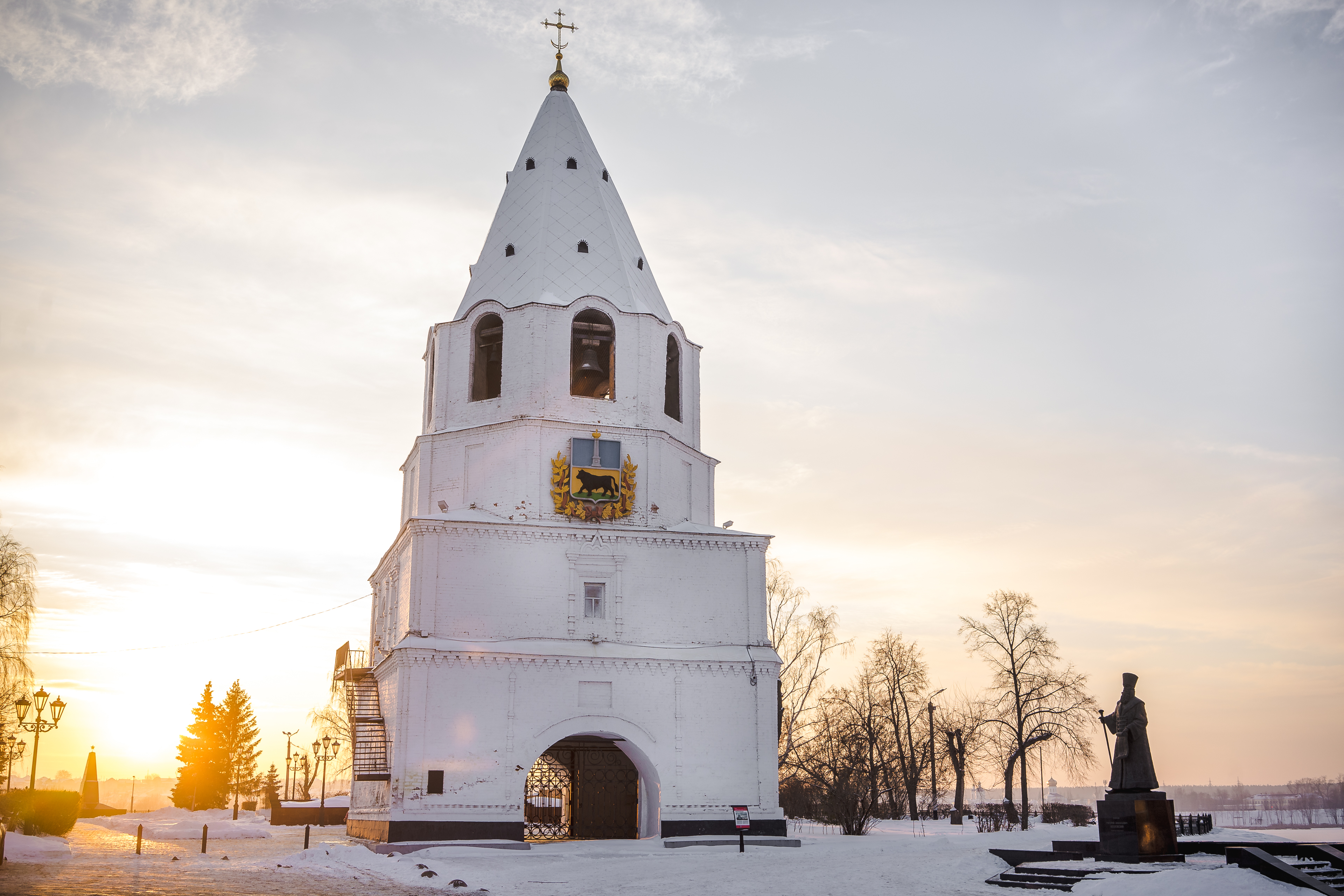
Спасская башня

Год постройки — 1683. Памятник архитектуры федерального значения.
Воротная башня, возведённая над главным въездом в крепость, построенную в 1683 г. по указу царей Петра и Иоанна Алексеевичей. С 1755 года она стала именоваться как Спасская. Это самый древний памятник истории и архитектуры города Сызрани, который горожане громко называют Сызранским кремлём. До середины XVIII в. башня имела только 2 яруса кубообразной формы. Она завершалась тёсовой шатровой крышей со смотровой площадкой. По своей форме она схожа со старинной головной башней Казанского кремля, что позволяет считать, что именно последняя и бралась при строительстве в качестве прототипа.
О боевом назначении этой единственной сохранившейся башни крепости Сызран свидетельствуют узкие каменные «всходы» (лестницы) в толще южной стены, некогда ведшие на вышку наблюдения. Здесь же внутри второго, боевого яруса были широкие растёсы пушечных амбразур, возле которых были установлены пушки. В 1755 году после того, как крепость утратила своё военное значение, Спасская башня после естественного износа и пожара 13-летней давности была перестроена. Над её кубовидной формой были надстроены ещё два яруса «восьмериков», завершающиеся каменной шатровой крышей.
Общая высота башни — 21 метр. Огромный интерес представляет так и не найденный вход в подвал башни, где в период с 1850 по 1855 годы была оборудована часовня. По слухам, подземный ход вёл на противоположную сторону реки Сызранки. По восходящей наружной лестнице можно подняться на второй этаж, где устроена экспозиция, посвящённая истории строительства города и башни. На звоннице установлены колокола и проходятся праздники колокольной музыки.
Смотровая площадка на звоннице башни доступна для посещения в тёплое время года, откуда можно сделать замечательное фото городской панорамы. Посетителям предоставляется возможность воспользоваться услугой «Музейное такси» для экскурсии по центральной части города.